# Востриков, Сергей Леонтьевич
Сергей Леонтьевич Востриков (род. 16 января 1964, Куйбышев) — советский и российский хоккеист, тренер. Мастер спорта международного класса.
В 1990 году окончил Самарский государственный педагогический университет.

## Биография
Начал заниматься хоккеем в городе Тольятти. Его первым тренером был Заслуженный Тренер России Владимир Фёдорович Гуженков.
Игровую карьеру начинал в «Торпедо» (Тольятти), где провел 7 сезонов (335 матчей, 147 шайб).
В 1987—1990 годах выступал за «Химик», в 1990—1992 годах — ЦСКА. В армейском клубе стал одним из ведущих форвардов, вместе с Олегом Петровым и Игорем Чибиревым стал обладателем хоккейного приза «Три бомбардира» в 1992 году.
В 1992 году вместе с Игорем Масленниковым уехал играть в Италию, выступал за «Больцано». Из-за введения с сезона 1999/2000 лимита на легионеров переехал в Германию. В 1999—2003 годах играл за «Аугсбург Пантер».
В 2004 году завершил карьеру игрока в пермском «Молоте-Прикамье».
В 2005—2006 годах — директор СДЮШОР ХК «Лада» по хоккею с шайбой. С марта 2007 года заместитель генерального директора ХК «Лада». С сентября 2007 года — старший тренер команды мастеров «Лада-1».
Женат, имеет дочь Анну (13.11.1987). Сын Артём — хоккеист, тренер.
В 2016—2018 годах — главный тренер ХК «Молот-Прикамье».

## Достижения
- Бронзовый призёр чемпионата Европы среди юниоров (1982 г.)
- Чемпион мира среди молодежи (1984 г.)
- Чемпион Всемирной Универсиады (1985 г.)
- Обладатель Приза «Известий» в составе сборной СССР (1989 г.)
- 4-кратный чемпион Италии
- 2-кратный серебряный (1988/89, 1991/92) и бронзовый (1989/90) призёр чемпионатов СССР.
- Лучший бомбардир чемпионата Италии 1996/97.